# Бешеные псы (телесериал, Великобритания)
«Бешеные псы» (англ. Mad Dogs) — британский драматический телесериал  о пяти друзьях, которые собираются вместе на вилле на Мальорке и оказываются замешанными в преступлении. Премьера состоялась на канале Sky1 10 февраля 2011 года.

## Сюжет
Четверо друзей — Бакстер, Рик, Вуди и Куинн — знакомы с шестого класса. Теперь им по 40 лет. Кто-то одинок, кто-то женат, кто-то в разводе. Они приглашены на виллу на Мальорку, чтобы отметить выход на пенсию пятого друга — Алво. Но труп, как всегда, появляется в неподходящий момент...

## В ролях
| Актёр            | Роль      |
| ---------------- | --------- |
| Джон Симм        | Бакстер   |
| Марк Уоррен      | Рик       |
| Макс Бисли       | Вуди      |
| Филипп Гленистер | Куинн     |
| Бен Чаплин       | Алво      |
| Мария Ботто      | Мария     |
| Томас Поцци      | Тини Блэр |
| Элоиз Джозеф     | Лотти     |
| Тим Вудвард      | Доминик   |